# پرتاژ لا پرری
پرتاژ لا پرری (به انگلیسی: Portage la Prairie) یک شهر در کانادا است که در Central Plains Region واقع شده‌است. پرتاژ لا پرری ۱۳٬۳۰۴ نفر جمعیت دارد و ۲۶۱ متر بالاتر از سطح دریا واقع شده‌است.